# 궁둥이에 총을 쏜 남자
《궁둥이에 총을 쏜 남자》(영어: Men at Work)는 미국에서 제작된 1990년 액션 코미디 범죄 스릴러 영화이다. 에밀리오 에스테베즈가 연출과 각본을 맡고 찰리 신 등과 함께 출연하였고, 캐시언 엘위스 등이 제작에 참여하였다. 이 영화는 미국에서 1990년 8월 24일 개봉되었다.

## 출연진
- 찰리 신
- 에밀리오 에스테베즈
- 키스 데이비드
- 레슬리 호프
- 딘 캐머런
- 존 게츠
- 제프리 블레이크
- 존 퍼치
- 토미 힝클리
- 대럴 라슨
- 사이 리처드슨

## 기타 제작진
- 공동 제작: 바버라 스토달
- 배역: 마시 리로프
- 의상: 키스 G. 루이스

## 사운드트랙
Men at Work (라이노/Wea, 1990년 7월 18일)
1. "Wear You to the Ball" - UB40
2. "Super Cool" - 슬라이 앤드 로비
3. "Big Pink House" - 타이런츠 인 세러피
4. "Feeling Good" - 프레셔 드롭
5. "Back to Back" - 블러드 브러더스
6. "Take Heed" - 블랙 우후루
7. "Here and Beyond" - 슬라이 앤드 로비
8. "Truthful" - 블러드 브러더스
9. "Reggae Ambassador" - 서드 월드
10. "Give a Little Love" - 지기 말리 앤드 더 멜로디 메이커스
11. "Playas Dawn" - 스튜어트 코플런드
12. "Pink Panther No. 23" - 스튜어트 코플런드